# داسكاليا
داسكالِيا (باليونانية: Δασκαλειά)‏ هي جزيرة يونانية غير مأهولة، تقع في بحر إيجة بالقرب من السواحل الشمالية الشرقية لكريت. تقع الجزيرة الصغيرة بالقرب من جزيرة كيريامادي. تابعة إداريًا لبلدية إيتانوس في محافظة لاسيثي.

## اقرأ أيضاً
- قائمة جزر اليونان